# Коста-Рика
Ко́ста-Ри́ка (исп. Costa Rica — «богатый берег»), официальное название — Респу́блика Ко́ста-Ри́ка (исп. República de Costa Rica) — государство в Центральной Америке. Граничит с двумя странами: Никарагуа на севере и Панамой на юго-востоке. Тихий океан омывает берега с юга и запада, Карибское море — с востока.
Даже по меркам Центральной Америки, Коста-Рика — небольшая страна: лишь 2 страны региона (Сальвадор и Белиз) имеют меньшую площадь, и 2 (Панама и Белиз) — меньшее население. По уровню жизни среди центрально-американских государств Коста-Рика занимает 2-е место, уступая лишь Панаме. Столица Коста-Рики — город Сан-Хосе (288 тыс. жителей).
По состоянию на 2022 год, по оценкам всемирной книги фактов ЦРУ, по численности населения Коста-Рика 125-е государство в мире (5 204 411 человек). Состав населения Коста-Рики по вероисповеданию по состоянию на 2021 год: католики — 47,5 %, иррелигиозны — 27 %, протестанты — 22,5 %, приверженцы других христианских конфессий — 2,6 %, приверженцы других религий или конфессий — 0,4 %.
Несмотря на своё расположение, Коста-Рика является преимущественно «белой» страной. Коста-Рика является единственным во всей Америке нейтральным государством, ещё в 1948 году полностью отказавшимся от использования армии. С тех пор единственной силовой структурой в стране остаётся полиция. Коста-Рика, наряду с Панамой, Уругваем и Чили (за исключением некоторых островных государств карибского региона), считается одной из самых демократических, некоррумпированных, безопасных и богатых стран в Латинской Америке.

## История
В доколумбовый период большую часть Коста-Рики заселяли уэтары и брибри.
Коста-Рика была открыта в 1502 году Христофором Колумбом во время его четвёртого путешествия в Америку. Испанская колонизация началась примерно с 1530 года.
Заселение испанцами и экономическое развитие Коста-Рика в колониальный период происходило медленно, что было обусловлено неблагоприятными климатическими условиями и частыми набегами английских и голландских пиратов с конца XVI века до середины XIX века. Англичане также организовывали набеги в Коста-Рику  индейцев-мискито с восточного побережья нынешней Никарагуа. Кроме того, колонизаторы не имели стимула в связи с низким содержанием золота в землях покорённых индейцев.
В 1560—1570-е годы племена уэтаров и брибри не были ещё окончательно покорены испанцами. Территория западных уэтаров простиралась до тихоокеанского побережья правителем у них был Гарабито (Гуарабито), а правителем восточных — Эль-Гуарко.
В XVI веке испанские поселенцы заселили Центральное плато Коста-Рики, где до этого, как впрочем и на всей территории страны, индейское население было малочисленно.
Бедность страны полезными ископаемыми и климатические условия привели к тому, что в Коста-Рике селились в основном бедные переселенцы из Испании, что привело к созданию не крупных плантаций (как в других колониях Испании в Америке), а мелких или средних хозяйств.

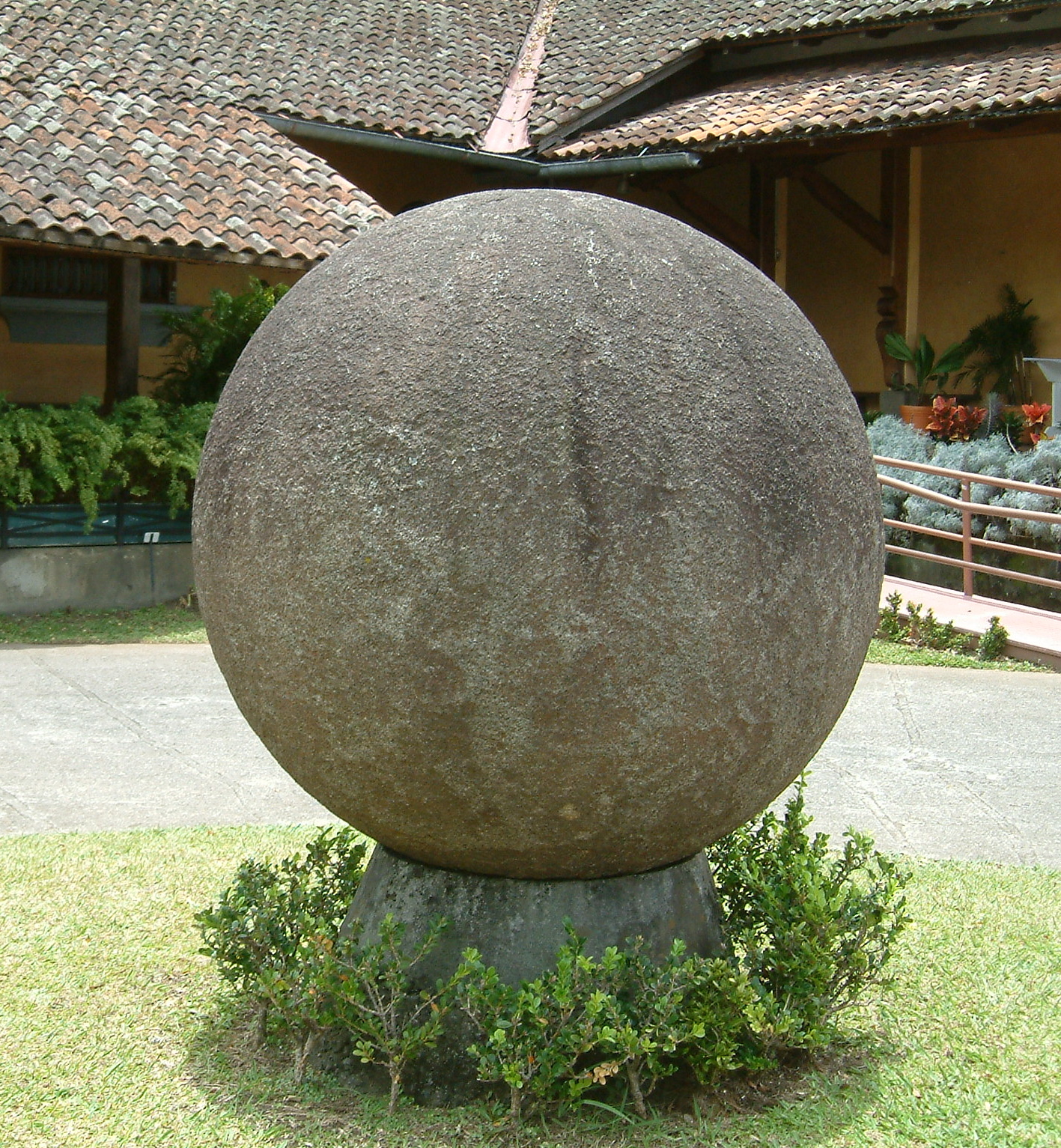
Древние обитатели Коста-Рики умели делать каменные шары огромного размера

Эти мелкие хозяйства выращивали пшеницу, кукурузу, сахарный тростник, табак, фасоль, какао и некоторые другие культуры. В 1808 году в Коста-Рику были завезены с Кубы первые саженцы кофейных деревьев, и вскоре эта культура получила большое распространение.
Негры-рабы в Коста-Рику почти не завозились (по причине бедности мелких хозяйств), однако некоторое число негров и мулатов поселилось в стране, в основном на Атлантическом побережье — из беглых рабов и пиратов. Основное число негритянского населения появилось на карибском побережье в связи со строительством межокеанской железной дороги в 1868—1870 годах.
В 1563 году испанцами был основан город Картаго, который был столицей колонии вплоть до 1821 года, до получения независимости. В начале XIX века в испанских колониях начались освободительные войны, которые практически не коснулись мирной жизни Коста-Рики.
В 1814 году к Коста-Рике добровольно присоединилась провинция Гуанакасте, которая раньше принадлежала Никарагуа. 25 июля 1825 года присоединение было подтверждено на местном референдуме. Этот день стал одним из национальных праздников. Праздник носит название «Присоединение Партии Никоя», так как решение присоединиться к Коста-Рике принадлежало крупной партии, отделившейся от Никарагуа.

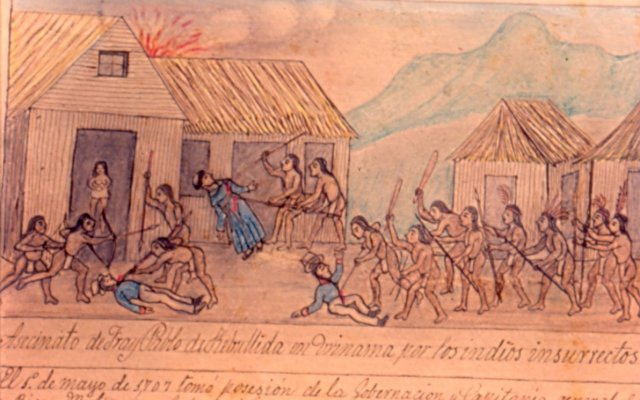
Индейский мятеж, 1709 год

15 сентября 1821 год — День независимости Коста-Рики. В этот день в генерал-губернаторстве Гватемала был подписан акт о независимости от Испании и разослан всем ближайшим колониям. Конный гонец скакал до Коста-Рики два месяца, именно тогда страна узнала о своей независимости, к которой она не стремилась политически. Вскоре она объединилась с остальными странами Центральной Америки: Гватемалой, Гондурасом, Никарагуа и Сальвадором в федерацию и была присоединена к Мексиканской империи, после крушения которой федерация существовала до 1838 года. В 1824 году было решено перенести столицу в Сан-Хосе, но этот город стал активно развиваться, начиная с 1950 года.
В 1844 году принята первая конституция. В 1856 году американский авантюрист Уильям Уокер, захвативший власть в Никарагуа и объявивший себя президентом, решился напасть на Коста-Рику. Путь ему преградил наспех собранный военный отряд добровольцев. Костариканцы выгнали Уокера со своей территории и преследовали его до никарагуанского города Ривас, где и произошла знаменитая битва, в которой отличился национальный герой Хуан Сантамария.
В период с 1859 по 1870 год сменилось несколько президентов. В 1871 году президентом Томасом Гутьерресом принята новая конституция, отменившая смертную казнь и поощрявшая иностранные инвестиции. Американская компания «Юнайтед фрут» начала экспансию в Коста-Рику, скупая землю. Эта компания организовала в Коста-Рике крупное экспортное производство — помимо кофе, ещё и бананов, какао, ананасов и других культур. Компания также построила в Коста-Рике сеть железных дорог.
В 1930-х годах набирали силу левые движения. С другой стороны, сторонники прогитлеровской ориентации создали Нацистскую партию Коста-Рики. В 1941 году Коста-Рика, как и большинство стран Латинской Америки, объявила войну странам «Оси», но в боевых действиях участвовала лишь отправив несколько своих пилотов на фронт — в составе войск Франции и США.
В 1948—1949 годах в Коста-Рике шла гражданская война. Она произвела на страну столь глубокое впечатление, что был принят закон об отмене регулярных военных сил. С 1948 года в Коста-Рике не существует армии, только полиция. В 1955 году бывший президент со своими сторонниками организовал военное вторжение в Коста-Рику. Его поддерживали Батиста, диктатор Кубы, и другие диктаторы региона. Хосе Фигерес Феррер, президент Коста-Рики, обратился в ОАГ, на этом вторжение прекратилось.
В 1970-х годах в связи с падением цен на кофе и ростом цен на нефть в стране была экономическая нестабильность, при этом страна продолжала оставаться наиболее стабильной в Центроамериканском регионе. В 1979 году президент Коста-Рики Родриго Карасо Одио первоначально поддержал сандинистов в Никарагуа. Вскоре появились первые левые партизанские группировки в самой Коста-Рике, вероятно вдохновлённые успехом сандинистов. Противоположная ультраправая тенденция консолидировалась в Движении свободы Коста-Рики, сформировавшем штурмовые отряды для борьбы с коммунизмом и сандинизмом.
В 1990 году президентом страны был избран Кальдерон, чей отец был президентом раньше.
19 марта 2009 года президент Коста-Рики (считавшейся до этого одним из верных «авианосцев» США в регионе) Оскар Ариэс заявил, что его страна возобновляет связи с опальной Кубой, прерванные почти 50 лет назад. Оскар Ариэс является лауреатом Нобелевской премии мира.
7 февраля 2010 года была избрана, а 8 мая официально вступила в должность Лаура Чинчилья — первая в истории страны женщина-президент.
С 8 мая 2014 года президентом являлся Луис Гильермо Солис, представитель партии «Гражданская Активность» (исп. Partido Acción Ciudadana), которая впервые за всю историю страны сменила две традиционно правившие ранее партии: Партию социал-христианского единства (Partido Unidad Social Cristiana) и Партия национального освобождения (Partido Liberación nacional).
8 мая 2018 года президентом стал Карлос Альварадо Кесада.
8 мая 2022 года пост президента занял Родриго Чавес Роблес.

## География

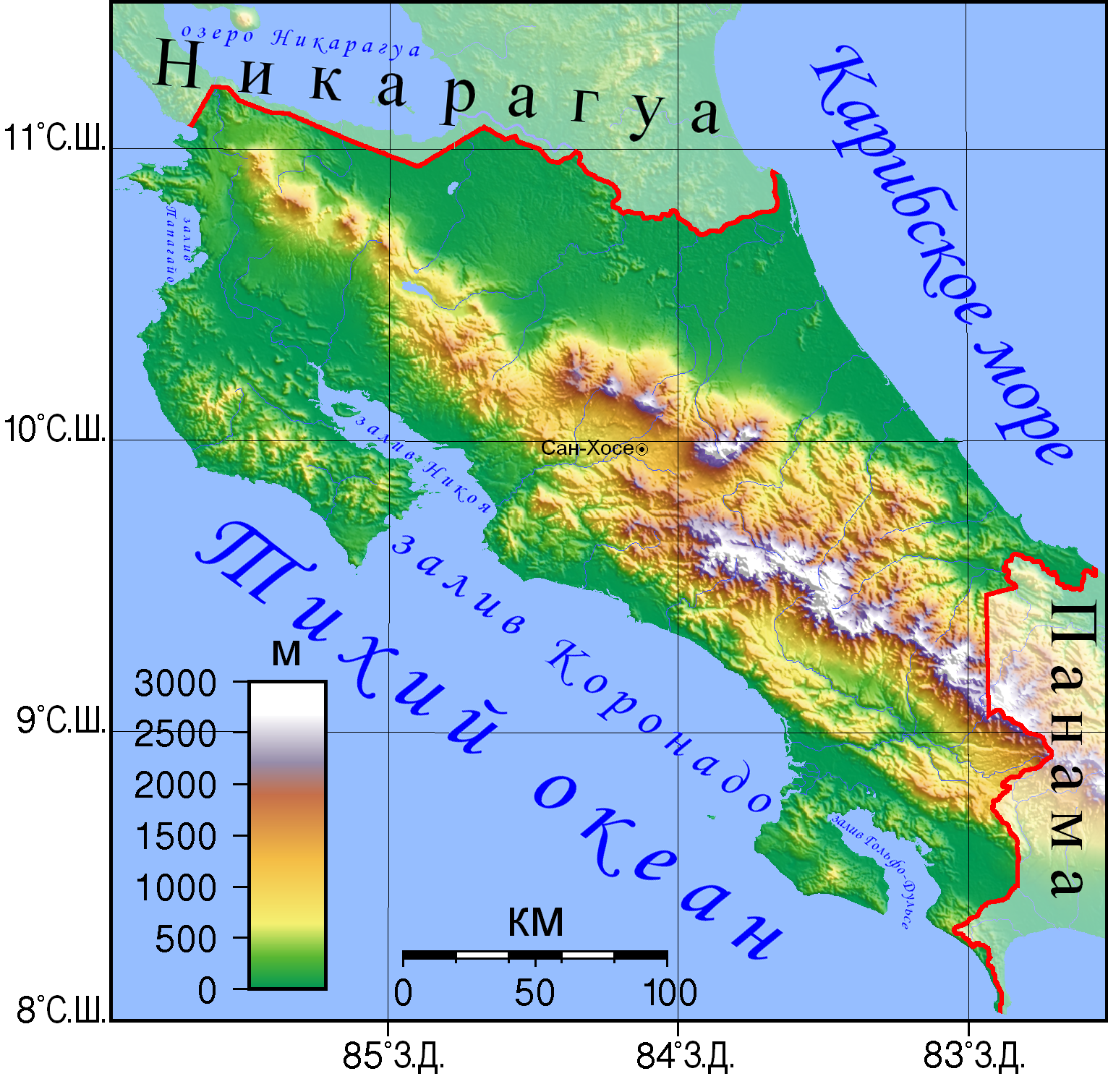
Рельеф Коста-Рики

Коста-Рика — одна из самых маленьких стран Центральной Америки. Расположена в узкой части перешейка, соединяющего два континента.
На юго-западе страна омывается водами Тихого океана, на северо-востоке — Карибским морем. Береговая линия тянется на 1290 км. Две реки Пакуаре и Ревентасон отлично подходят для рафтинга и находятся на востоке от столицы Сан-Хосе.
Северным соседом Коста-Рики является Никарагуа, южным — Панама. Общая территория страны — 51,1 тыс. км², включая остров Кокос (Isla del Coco), плюс 589 тыс. км² территориальных вод.
Коста-Рика — это страна-заповедник (всего здесь 74 заповедника), где буйство дикой флоры и фауны окружено горами и океаном. Главные достопримечательности страны — национальные парки, горные и подводные пещеры, а также водопады, живописные горные и речные долины, вулканы. Охраняемые природные территории занимают здесь около 27 % площади страны.
С севера на юг через всю страну тянутся горные цепи, между ними расположено Центральное плато — здесь плодородные почвы, и именно здесь живёт значительная часть населения Коста-Рики. Горы, окружающие плато, в основном вулканического происхождения, есть и действующие вулканы. Самый известный коста-риканский вулкан — активный, молодой вулкан Ареналь (Arenal). Это — высокая гора правильной конической формы. Ночью Ареналь подсвечивается, и во время извержения озаряет окрестности. Самый высокий вулкан — Ирасу (3432 м). А самая высокая точка — Чиррипо (3820 м), находится на юге страны. Озеро Ареналь — самое большое из озёр страны и имеет искусственное происхождение.

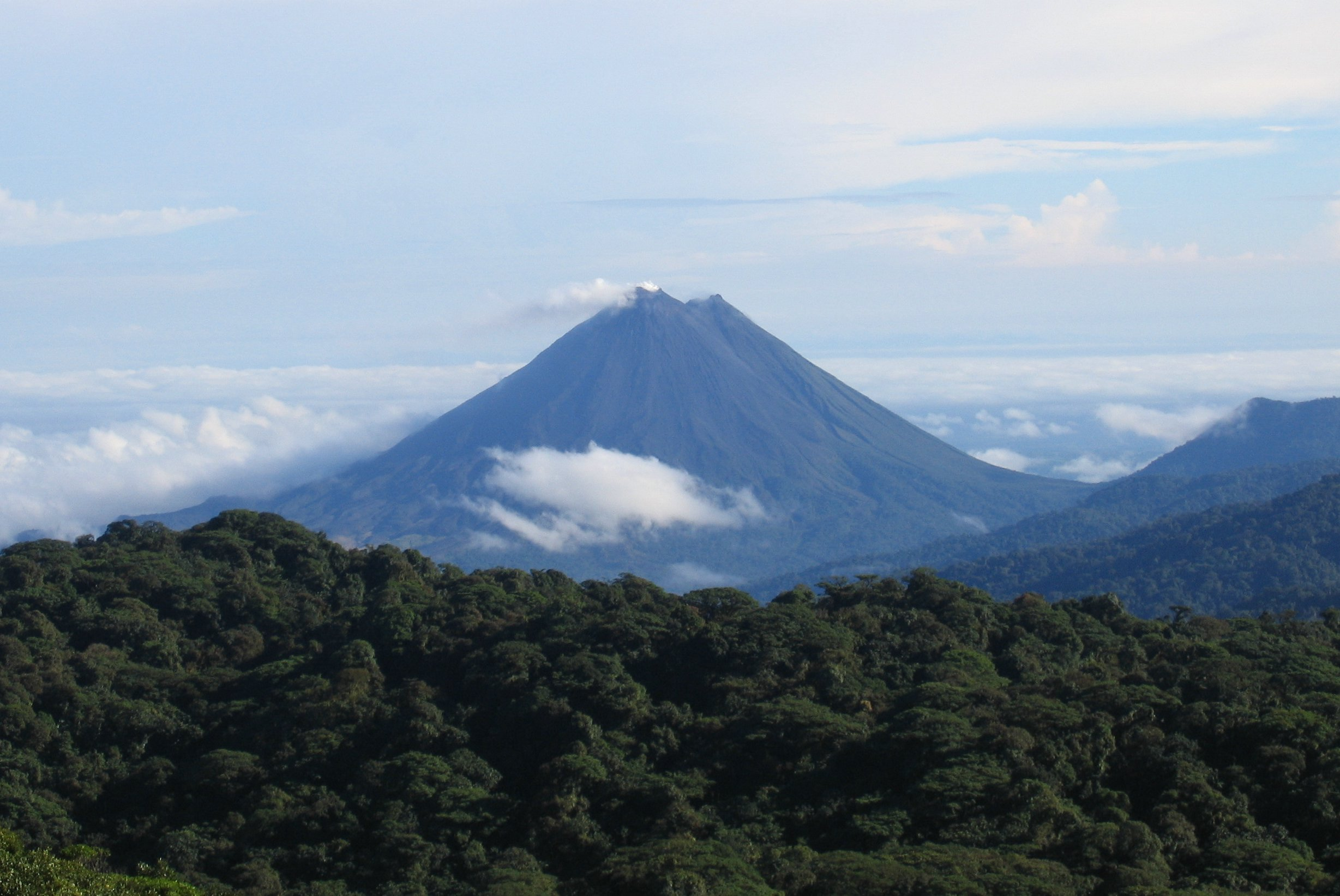
Национальный парк Вулкан Ареналь

В 550 км от побережья Коста-Рики в Тихом океане расположен необитаемый остров Кокос (Isla del Coco, англ. Cocos), площадью 24 км². Это самый крупный в мире официально необитаемый остров, а Жак-Ив Кусто назвал остров «самым красивым в мире». Это дикое, нетронутое цивилизацией место, покрытое лесами джунглей. Этот остров также является центром дайвинга, ежегодно сюда приезжают тысячи туристов со всего мира, чтобы окунуться в кристально чистые воды океана. Кроме Кокоса, в Коста-Рике находятся другие необитаемые острова — Негритос (Negritos) и Лос Пахарос (Los Pájaros).

## Климат
Климат Коста-Рики субэкваториальный. Сильно пересечённая местность создаёт большое разнообразие климатических условий.
На карибском побережье и на восточных склонах гор выпадают обильные осадки (местами до 3000 мм в год), приносимые северо-восточными пассатами. Большую часть года там стоит жаркая, дождливая погода. На низменностях средняя температура января — +23 °C, июля — +25 °C.
На тихоокеанском побережье и на западных склонах гор климат менее влажный. Четыре месяца в году там длится сухой зимний сезон.

## Природа

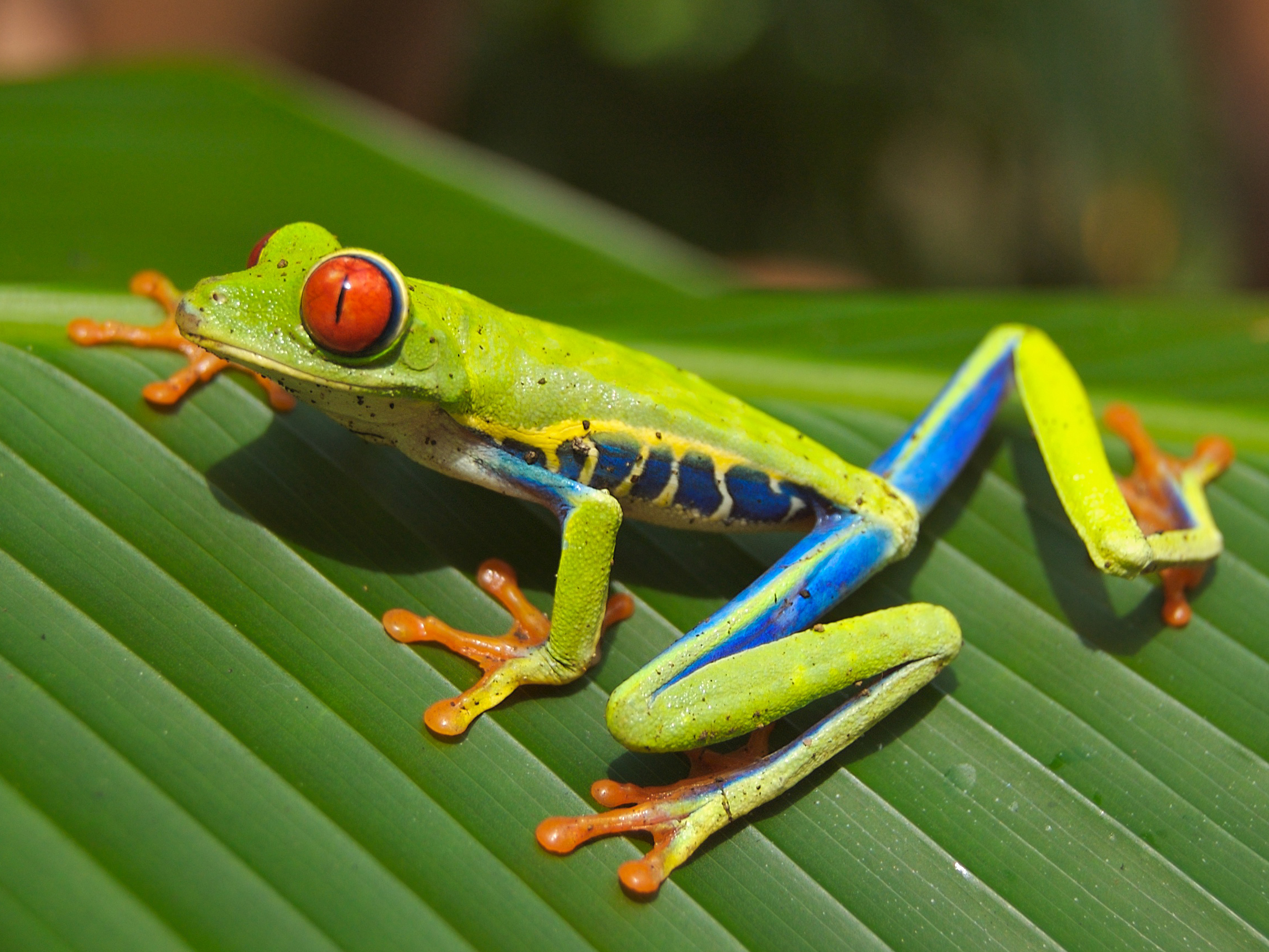
Красноглазая квакша

Лесами покрыто почти 2/3 площади Коста-Рики. В тропических лесах растут деревья ценных пород — красное, эбеновое, бальсовое.
Эта страна предлагает одно из лучших разнообразий дикой природы на Земле.
В Коста-Рике, которая по размерам равна Воронежской области, проживает 500 000 разнообразных видов — это около 4 % всех растений, насекомых и животных на Земле.
Национальные парки
Международный парк Ла-Амистад (с испанского означает «дружба») площадью 250 тыс. га был создан в 1979 году и расположен на юго-востоке страны, на границе с Панамой. Свою историю этот заповедник ведёт с 50-х годов, его основатели — супружеская чета Весбергов из Швеции, они переселились в Коста-Рику для изучения тропического леса и защиты его от вырубки. Находится под охраной ЮНЕСКО с 1983 года.

## Политическое устройство

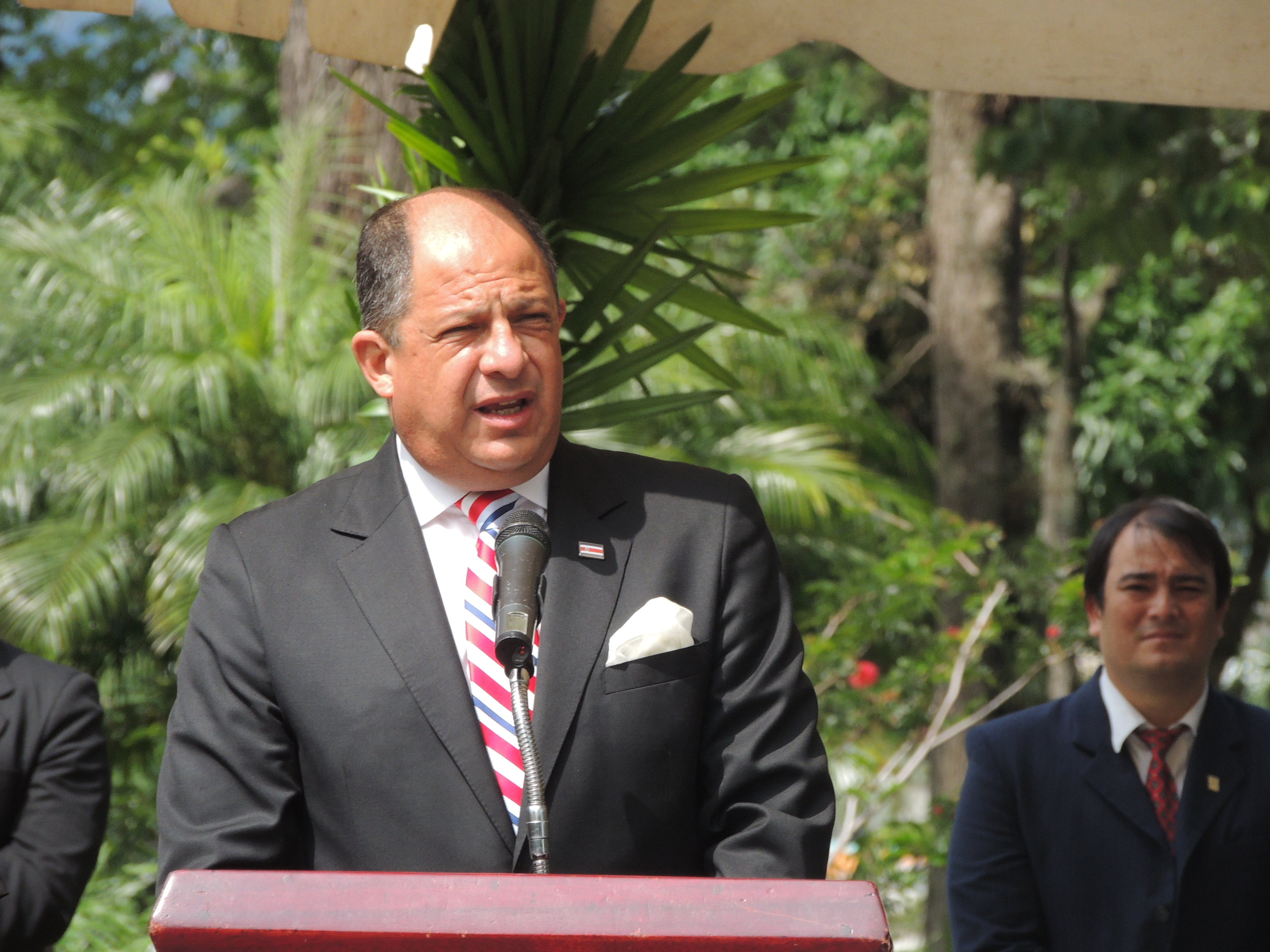
Луис Гильермо Солис

Глава государства — президент, избираемый всеобщим голосованием на 4-летний срок. На выборах 2022 победил кандидат от Социал-демократической прогрессивной партии Родриго Чавес Роблес .
В Национальной ассамблее 57 членов, которые избираются на четыре года. Основные политические партии (по итогам выборов в 2014 году):
- Партия национального освобождения — левоцентристская, 18 депутатов
- Партия гражданского действия — левоцентристская, 13 депутатов
- Широкий фронт — левая, 9 депутатов
- Партия социал-христианского единства — правоцентристская, 8 депутатов
- Партия либертарианского движения — правоцентристская, 4 депутата

## Административное-территориальное деление
Коста-Рика делится на 7 провинций:
- Алахуэла
- Картаго
- Гуанакасте
- Эредия
- Лимон
- Пунтаренас
- Сан-Хосе

Административное деление Коста-Рики

Провинции разделены на кантоны. Кантонов — 81, они управляются мэрами. Мэр каждого кантона избирается раз в 4 года его жителями.

## Население

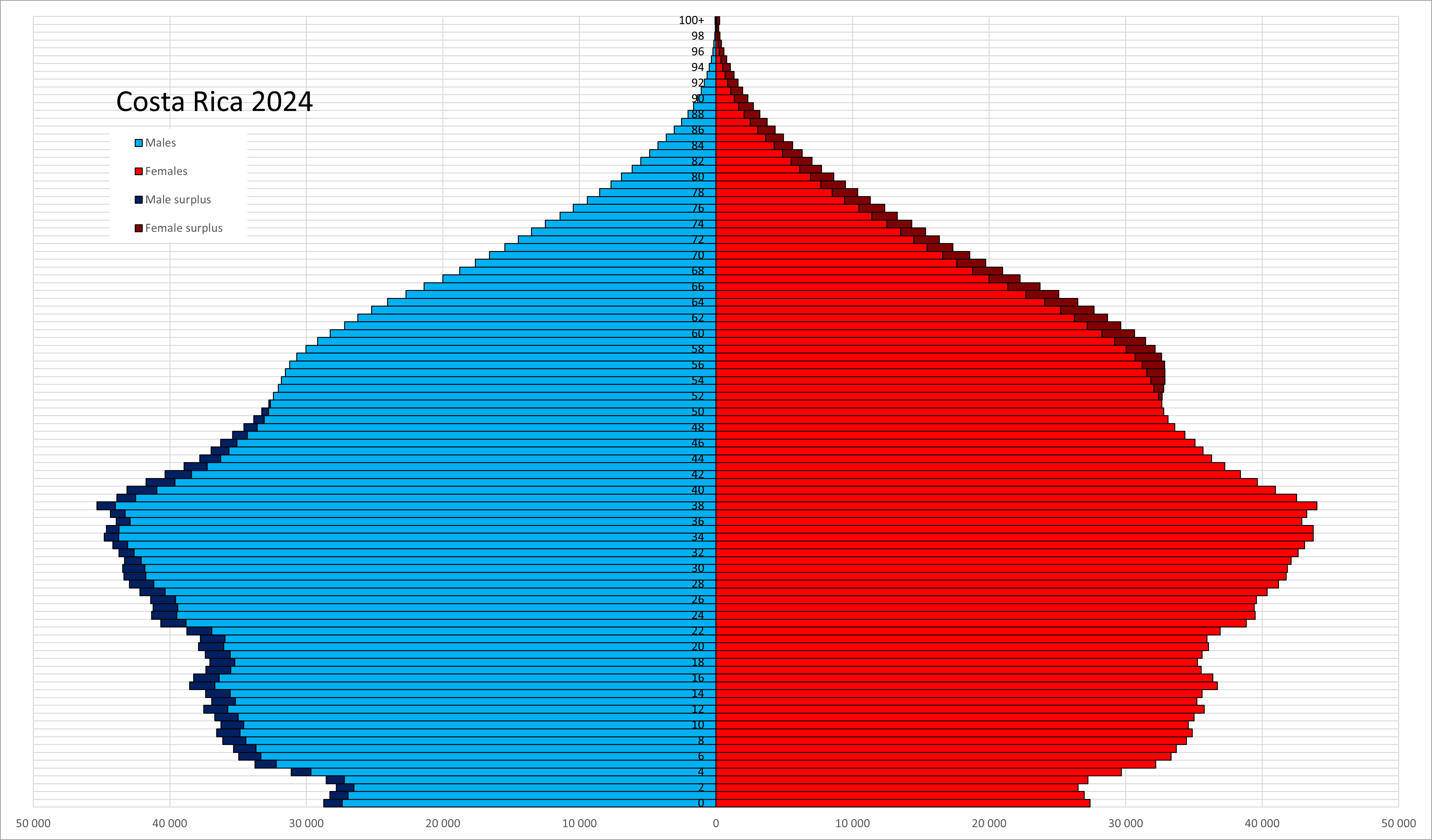
Возрастно-половая пирамида населения Коста-Рики на 2024 год

Официальный язык — испанский. Многие горожане, а также чернокожие жители карибского побережья говорят по-английски.

### Демография
Численность населения: 5,1 млн (оценка на июль 2020).
Годовой прирост: 1,08 %
Рождаемость: 14,8 на 1000;
Смертность: 4,9 на 1000;
Иммиграция: 0,8 на 1000;

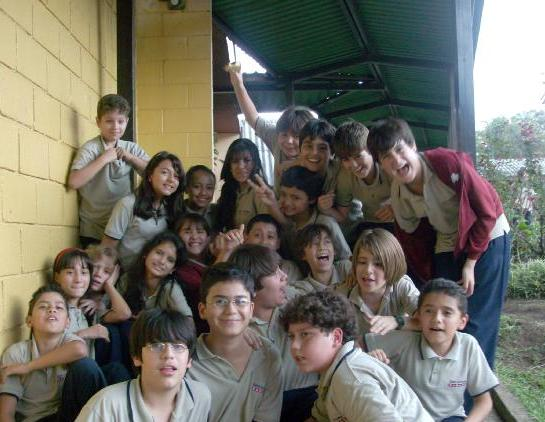

Младенческая смертность: 7,5 на 1000 рождений;
Продолжительность жизни: в среднем 79,2 лет (76,5 лет у мужчин и 82 года у женщин) (2020).
Процент ВИЧ-инфицированных: 0,4 % (оценка 2018).
Городское население: 80,8 % (в 2020).
Грамотность — 97,9 % (по данным 2018 года)
Этно-расовый состав (2011 г.)
- 65,8 % — белые
- 13,65 % — метисы
- 6,72 % — мулаты
- 2,4 % — индейцы
- 1,03 % — негры
- 0,21 % — азиаты
- 9,03 % — «иммигранты»
- 0,88 % — другие

### Ожидаемая продолжительность жизни
| ⩾ 84 82.00–83.99 80.00–81.99 78.00–79.99 76.00–77.99 74.00–75.99 | 72.00–73.99 70.00–71.99 68.00–69.99 66.00–67.99 64.00–65.99 62.00–63.99 | 60.00–61.99 58.00–59.99 56.00–57.99 54.00–55.99 |

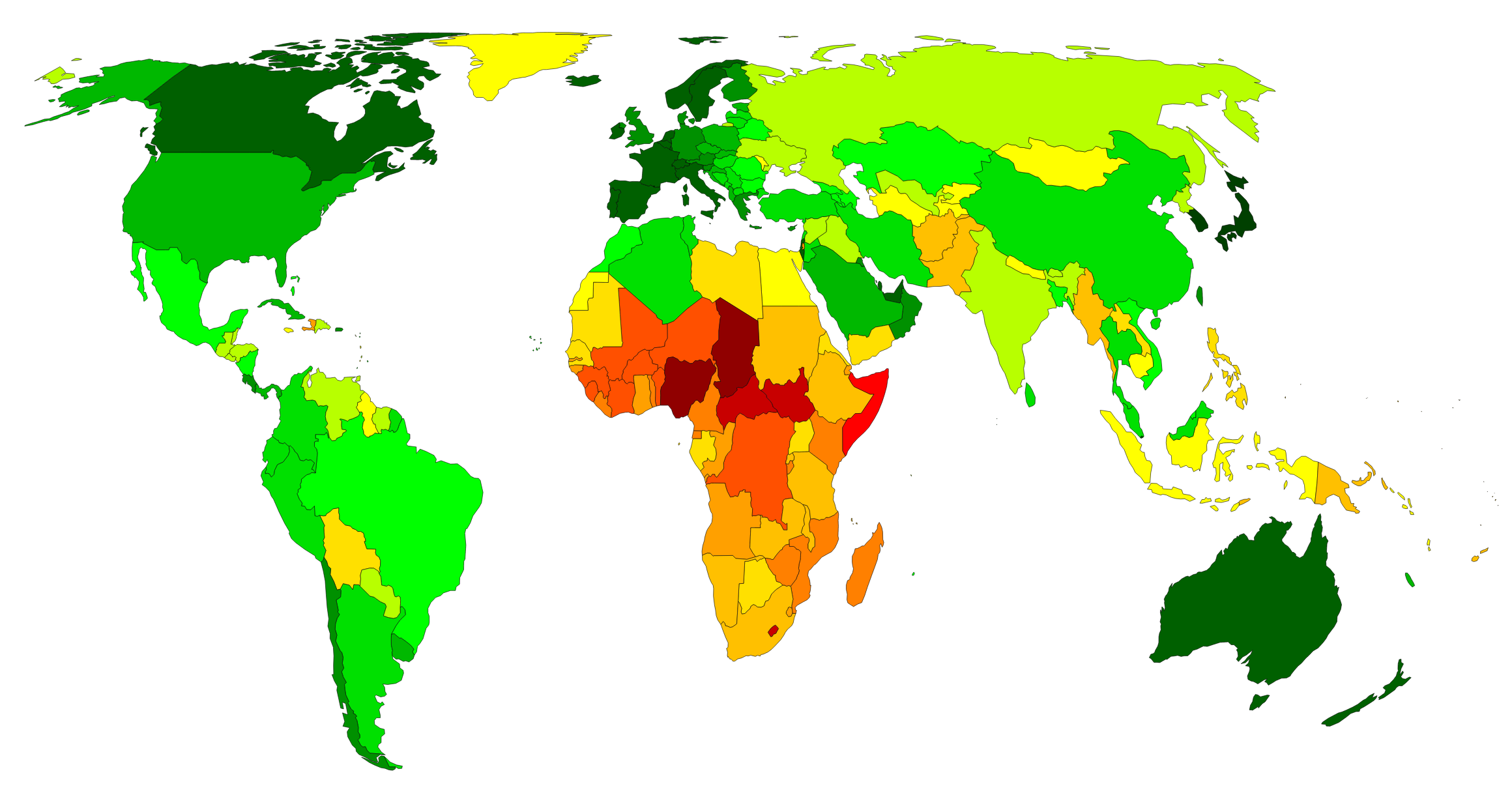
Страны по ожидаемой продолжительности жизни в 2023 году (по данным ООН)

В Коста-Рике самая высокая ожидаемая продолжительностью жизни населения в Латинской Америке по состоянию на 2018 год (80,1 лет).
- Ожидаемая продолжительность жизни — 80,1 лет[20].
- Мужчины — 77,5 лет[20].
- Женщины — 82,7 года[20].

### Религия
- Преобладающей религией является католицизм. Согласно данным Университета Коста-Рики, около 44,9 % населения — практикующие католики[23].
- 13,8 % населения — евангельские христиане,
- 11,3 % — неверующие и агностики,
- 4,3 % — другие религии
  - Свидетели Иеговы — 1,48 % (на 2011 год)
  - мормоны — 1 %.
  - также небольшая иудейская община.

Евангельские христиане представлены Протестантской епископальной церковью, Ассамблеями Бога, Церковью Бога, методистами и баптистами.
По Конституции 1949 года, католицизм был объявлен официальной религией, Церковь не отделена от государства и частично финансируется из государственного бюджета. В государственных школах Коста-Рики, единственной из республик Северной Америки, было введено преподавание религиозных дисциплин. Конституция гарантирует свободу вероисповедания, при этом лица духовного звания не могут избираться в законодательную ассамблею. В Сан-Хосе существует протестантская теологическая семинария, где обучаются студенты из различных стран Северной и Южной Америки. Некоторые кандидаты на пост президента Коста-Рики в 2009 году высказались за идею отделения Католической Церкви от государства.

## Внешняя политика
Коста-Рика активно участвует в деятельности ООН и ОАГ. Коста-Рика имеет право голоса в Межамериканском суде по правам человека и Институте Мира и во многих других международных организациях связанных с правами человека и демократией.
Главная цель международной политики Коста-Рики — стимулировать постоянное развитие прав человека, как способ сохранить стабильность и рост. Коста-Рика также является членом Международного уголовного суда и наблюдателем в Движении неприсоединения. С 1949 года Коста-Рика является постоянно-нейтральным государством.

## Экономика
Согласно данным Всемирного банка, Коста-Рики относится к категории стран с высоким уровнем доходов. Экономика Коста-Рики базируется на туризме, сельском хозяйстве и производстве и экспорте электроники (микропроцессоров и медицинских приборов). Иностранных инвесторов привлекает политическая стабильность, квалификация рабочей силы, а также налоговые льготы.
ВВП на душу населения в 2016 году — 11 835 долл. (58-е место в мире).
Промышленность (25 % ВВП, 22 % работающих) — производство микропроцессоров, пищевая промышленность, медицинское оборудование, текстиль и одежда, строительные материалы, удобрения.
Сельское хозяйство (6 % ВВП, 14 % работающих) — бананы, ананасы, кофе, дыни, декоративные растения, сахар, кукуруза, рис, бобы, картофель; говядина, птица, молочные продукты; лесозаготовки.
Сфера обслуживания — 69 % ВВП, 64 % работающих.
Цены на топливо регулируются государством, на всех заправочных станциях цена одна. В Коста-Рике нет единой минимальной заработной платы для всех отраслей экономики. Она устанавливается отдельно для каждой отрасли экономики страны. В Коста-Рике самый высокий минимальный размер оплаты труда в Латинской Америке. С 1 января 2021 года минимальный размер оплаты труда составил от ₡317915,58 ($519,51) в месяц для неквалифицированных рабочих до ₡682607,23 ($1115,45) в месяц для выпускников университетов. Средний размер оплаты труда в Коста-Рике по состоянию на 2022 год составляет ₡787095,92 ($1453,69) в месяц. С 1 января 2023 года минимальный размер оплаты труда составил от ₡352164,91 ($608) в месяц для неквалифицированных рабочих до ₡752220,04 ($1298,68) в месяц для выпускников университетов. С 1 января 2024 года минимальный размер оплаты труда составил от ₡358609,5 ($697,88) в месяц для неквалифицированных рабочих до ₡765985,67 ($1490,66) в месяц для выпускников университетов. С 1 января 2025 года минимальный размер оплаты труда составил от ₡367108,56 ($724,09) в месяц для неквалифицированных рабочих до ₡784139,52 ($1546,64) в месяц для выпускников университетов.
В 2016 году президент страны Луис Гильермо Солис на открытии новой ГЭС объявил, что Коста-Рика полностью перешла на возобновляемые источники энергии.

### Коррупция
| 0–9 10–19 20–29 30–39 40–49 | 50–59 60–69 70–79 80–89 90–100 Нет данных |

Индекс восприятия коррупции в разных странах мира по данным Transparency International в 2024 году.

По состоянию на 2021 год Коста-Рика согласно индексу восприятия коррупции имеет один из самых низких уровень коррупции среди стран Латинской Америки и занимает 42-место в мире, сразу после Кабо-Верде и на одну позицию выше Республики Кипр.

### Внешняя торговля
Экспорт в 2017 году — 10,81 млрд долл. — электроника, медицинские приборы, бананы, ананасы, кофе, дыни, декоративные растения, сахар; морепродукты.
Основные покупатели — США 40,9 %; Бельгия 6,3 %; Панама 5,6 %; Нидерланды 5,6 %, Никарагуа 5,1 %, Гватемала 5 %.
Импорт в 2017 году — 15,15 млрд долл. — сырьё, потребительские товары, промышленное оборудование, нефтепродукты.
Основные поставщики — США 38,1 %; Китай 13,1 %; Мексика 7,3 %.

## Вооружённые силы
Принятая 7 ноября 1949 года Конституция запретила создание и содержание в мирное время постоянной профессиональной армии, вместо неё для защиты страны была создана «гражданская гвардия» (Guardia Civil).

## Социальная сфера
В 2009 году Коста-Рика заняла первое место в Международном индексе счастья.

## Культура
Костариканцы часто называют себя «тико» (tico) — мужской род — и «тика» (tica) — женский род. Слово тико появилось из употребляемого в этой местности суффикса «tico» или «tica» (например, «momentico» вместо «momentito»). Фраза «Pura Vida» («Безупречная жизнь») — главный лозунг Коста-Рики. Молодое поколение говорит «mae» — сокращение от «maje» (mae значит парень, чувак) — в обращении друг к другу, хотя такое обращение может быть воспринято как оскорбление по отношению к старшему поколению; maje это синоним слова tonto, что значит дурак, глупец.
Коста-Рика гордится своей историей. На территории современной страны встретились месоамериканская и южноамериканская культуры. Полуостров Никоя, расположенный на северо-западе, был самой южной областью влияния ацтекской культуры, в то время когда пришли испанские завоеватели (16 век); с другой стороны, здесь же в доколумбов период существовала оригинальная культура Гран-Никоя. Влияние культуры чибча было распространено в центральной и южной областях страны. Однако, местные жители повлияли на современную культуру Коста-Рики лишь в малой степени, так как они вымерли от болезней и междоусобных войн.
Тем временем, атлантическое побережье было заселено африканскими рабочими в XVII—XVIII веках. Многие африканские костариканцы произошли от ямайских рабочих, которые в XIX веке строили сеть железных дорог между населёнными пунктами Центрального плато и портом Лимон на побережье Карибского моря. Итальянские и китайские иммигранты также были задействованы в строительстве железных дорог.

### Средства массовой информации
Среди средств массовой информации самыми распространёнными являются газеты и радио. La Nacion, La Republica и La Prensa Libre — крупнейшие ежедневные издания Сан-Хосе на испанском языке. The Tico Times и Costa Rica Today — англоязычные газеты, ориентированные, в основном, на туристов.
Государственная телерадиокомпания — SINART (Sistema Nacional de Radio y Televisión — «Национальная система радио и телевидения») — включает в себя телеканал Canal 13 и радиоканал Radio Nacional.

### Архитектура и изобразительное искусство
В Сан-Хосе, Картаго и Ороси сохранились некоторые здания, построенные в испанском колониальном стиле. Из современных художников наиболее известны живописец, скульптор и писатель Макс Хименес (1908—1947), скульптор Франсиско Суньига (р. 1913), гравёр Франсиско Амигетти (р. 1908) и живописец Рафаэль Фернандес. Изделия из золота индейцев доиспанской эпохи, а также коллекция живописи представлены в Музее Центрального банка Коста-Рики (Сан-Хосе), изделия из нефрита — в Музее нефрита.

### Театры и библиотеки

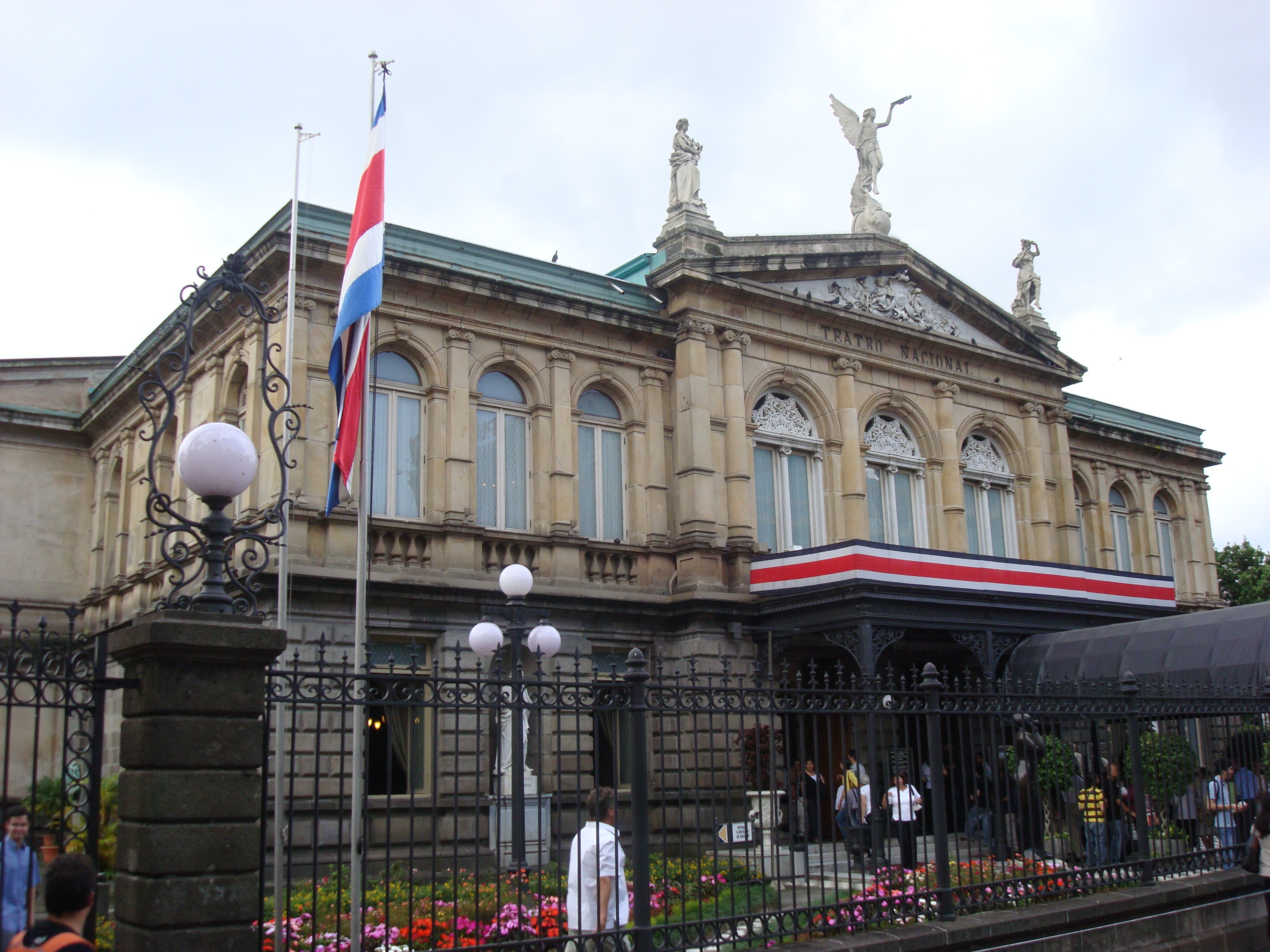
Национальный театр в Сан-Хосе

Оперные спектакли и симфонические концерты проходят в здании Национального театра в Сан-Хосе с лестницами и балконами из каррарского мрамора, построенном по желанию коста-риканских «кофейных баронов» (весьма обидевшихся на то, что одна из приглашённых звёзд оперы отказалась приехать в страну, для выступления на открытой площадке) лучшими европейскими архитекторами, и не уступающем на момент постройки лучшим аналогичным зданиям Европы.
Кроме него, в столице есть много небольших театров.
Национальная библиотека в Сан-Хосе, основанная в 1888, хранит более 175 тыс. томов, а библиотека университета Коста-Рики, основанная в 1946, — ок. 100 тыс. томов. Значительные собрания имеются также в национальных архивах.

### Кухня
Кухня Коста-Рики состоит, в первую очередь, из риса, фруктов, рыбы, фасоли, мяса и овощей. Местные кулинары, как правило, нечасто используют в своих блюдах специи, однако обычно их подают с кетчупом или соусом-чили.
Коста-риканский кофе считается одним из лучших в мире, поэтому и потребляют его здесь в огромных количествах. Подаётся он на стол в маленьких кувшинах и разливается в крохотные чашечки. Также по всей Коста-Рике популярен чай из трав, который заваривают по старым рецептам.
Наиболее популярным блюдом в стране является касадос (пинто) — это смесь чёрной фасоли и риса с овощами, которая подаётся к мясным блюдам.

### Праздники
- 1 января (Новый год)
- 14 февраля (День святого Валентина)
- 8 марта (Международный женский день)
- 11 апреля (День Хуана Сантамарии, героя войны 1856 года Коста-Рики против американских наёмников)
- 1 мая (День солидарности трудящихся)
- 24 мая (День Грикориньо)
- третье воскресенье июня («День Отца» или «День Мужчины», «Dia del Padre»)
- 25 июля (День присоединения бывшей никарагуанской провинции Гуанакасте к Республике Коста-Рика в 1814 г.)
- 2 августа (День Богоматери или «Ангельской Девы», сопровождается массовым шествием и крёстным ходом в Церковь «Базилика» в г. Картаго)
- 15 августа (Успение Богородицы и одновременно «День Матери»)
- 15 сентября (День независимости Центральной Америки от испанской власти)
- 12 октября (День Кристобаля Колона (настоящее написание имени Христофора Колумба) и День открытия Америки. Этот праздник называется также «День Культур», так как считается, что в этот день произошла встреча европейской и коренной американской (индейской) культур)
- 31 октября (карнавальный праздник Хэллоуин, канун Дня всех святых)
- 15 декабря («Фестиваль Света», вечерний карнавал в Сан Хосе — «Festival de la Luz». Празднуется в субботу, наиболее близкую к 15 декабря)
- 25 декабря (Католическое Рождество).

### Музыка
Музыка Коста-Рики не достигла заметной международной популярности; наиболее известными её жанрами являются: аборигенское танцевальное направление, калипсо, которое отделяется от более известного тринидадского калипсо, звучащего в ночных клубах разных городов, например в Сан-Хосе; американский и британский рок-н-ролл, поп-музыка распространены и пользуются известностью среди молодёжи (особенно среди городской молодёжи), в то время как сока, сальса, меренге, кумбия и техано привлекают более зрелую аудиторию. Самые распространённые инструменты — гитара, аккордеон, мандолина и маримба (деревянный ксилофон).

## Образование
Уровень грамотности в Коста-Рике — 96 % (по данным Всемирной книги фактов за февраль 2007), один из самых высоких в Латинской Америке. Доля расходов на образование в государственном бюджете выше, чем в любой другой латиноамериканской стране. В Коста-Рике введено обязательное начальное образование. Большая часть средних школ даёт общее образование, но есть также ряд учреждений технической и педагогической специализации.
Ведущим высшим учебным заведением является Университет Коста-Рики, основанный в 1843 году и реорганизованный в 1940 году. Из других государственных высших учебных заведений заслуживают упоминания Технологический институт в Картаго, основанный в 1971 году, Национальный университет в Эредии (1973) и Открытый университет в Сан-Хосе, имеющий заочное отделение. Также в Коста-Рике находится Университет Мира, открытый в 1980 году.